# デーン・スカーレット
デーン・スカーレット（Dane Scarlett, 2004年3月24日 - ）は、イングランド・ロンドン・ヒリンドン出身のサッカー選手。トッテナム・ホットスパーFC所属。ポジションはFW。

## 経歴
2020年11月26日に行われたUEFAヨーロッパリーググループリーグ第4節、PFCルドゴレツ・ラズグラド戦で82分にルーカス・モウラに代わり出場、トッテナム・ホットスパーFCのトップチームデビューを果たした。ジョン・ボストックが2008年11月に記録したクラブ最年少出場記録(16歳と295日)を更新した(16歳と247日)。
2022年7月27日、EFLリーグ1のポーツマスFCにレンタル移籍した。背番号は19番。
2023年8月31日、イプスウィッチ・タウンFCにレンタル移籍した。12月27日、レンタル契約が打ち切られ、トッテナムに復帰したことが発表された。
2024年8月12日、オックスフォード・ユナイテッドFCにレンタル移籍した。

## 個人成績
| クラブ     | シーズン | リーグ         | リーグ戦 | リーグ戦 | カップ戦 | カップ戦 | リーグ杯 | リーグ杯 | 国際大会 | 国際大会 | その他 | その他 | 合計 | 合計 |
| クラブ     | シーズン | リーグ         | 出場     | 得点     | 出場     | 得点     | 出場     | 得点     | 出場     | 得点     | 出場   | 得点   | 出場 | 得点 |
| ---------- | -------- | -------------- | -------- | -------- | -------- | -------- | -------- | -------- | -------- | -------- | ------ | ------ | ---- | ---- |
| トッテナム | 2020-21  | プレミアリーグ | 1        | 0        | 0        | 0        | 0        | 0        | 2        | 0        | 0      | 0      | 3    | 0    |
| トッテナム | 通算     | 通算           | 1        | 0        | 0        | 0        | 0        | 0        | 2        | 0        | 0      | 0      | 3    | 0    |
| 総通算     | 総通算   | 総通算         | 1        | 0        | 0        | 0        | 0        | 0        | 2        | 0        | 0      | 0      | 3    | 0    |